# Кяру
Кяру (на естонски: Käru) е селище в област Ярва, централна Естония. Населението му е около 377 души (2019).
Разположено е на 65 метра надморска височина в Балтийските възвишения, на 72 километра южно от Талин и на 103 километра северозападно от Тарту. Селището се споменава за пръв път през 1435 година, а през 1632 година при него е създадено имение.

## Известни личности
Родени в Кяру
- Рагнар Нурксе (1907-1959), икономист